# Hurrikan Kenna (2002)
Hurrikan Kenna war der drittstärkste Hurrikan seit Beginn der Aufzeichnungen im Pazifik, der die Küste Mexikos betraf. Kenna war das sechzehnte tropische Tief, der dreizehnte tropische Sturm, der siebte Hurrikan, der sechste größere Hurrikan und der dritte Hurrikan der Kategorie 5 in der pazifischen Hurrikansaison 2002. Nachdem sich am 22. Oktober südlich von Mexiko eine tropische Welle bildete, wurde durch die Wetterbeobachter konstant dem Sturm eine schwächere Entwicklung vorausgesagt, als tatsächlich eintraf. Das System wanderte in ein Gebiet mit hohen Temperaturen des Oberflächenwassers, das die Bildung von tropischen Wirbelstürmen begünstigte und Kenna gewann schnell ausreichend an Stärke, um Spitzenwindgeschwindigkeiten von 265 km/h (am 25. Oktober 2002) zu erreichen, als es sich etwa 410 km südwestlich von Puerto Vallarta befand. Das Tief änderte seine Richtung nach Nordosten und schwächte sich dabei ab; der Hurrikan erreichte bei San Blas mit Spitzenwindgeschwindigkeiten von 225 km/h das Festland, bevor sich das Tief am 26. Oktober 2002 über den Bergen der Sierra Madre Occidental auflöste.
Der Name „Kenna“ wurde aufgrund der Auswirkungen in Mexiko von der Liste der Namen für pazifische Wirbelstürme gestrichen, da er Schäden in Höhe von 101 Millionen US-Dollar (in Preisen von 2002, 113 Millionen in Preisen von 2006) und vier Tote verursachte. Am schlimmsten traf der Hurrikan das Gebiet zwischen San Blas in Nayarit und Puerto Vallarta in Jalisco, wo mehr als 100 verletzt wurden und Tausende von Häusern und Geschäften beschädigt oder zerstört wurden. In San Blas wurden 95 % aller Gebäude beschädigt und entlang der Küstenabschnitte in Puerto Vallarta wurden Hunderte von Gebäuden zerstört.

## Verlauf des Sturmes

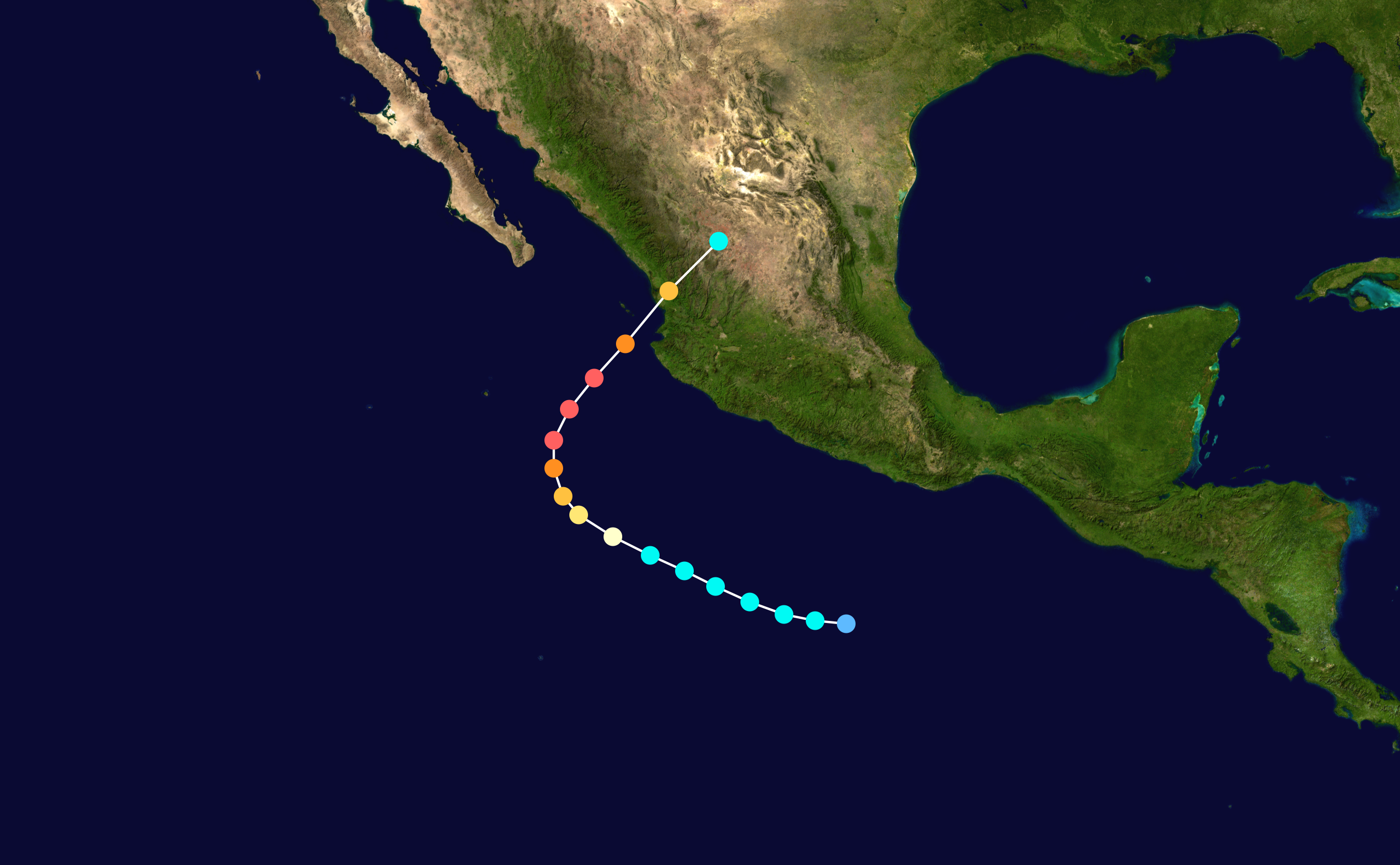
Spur des Hurrikans Kenna

Die Ursprünge von Hurrikan Kenna können bis zu einer tropischen Welle zurückverfolgt werden, die am 16. Oktober westwärts durch die Karibische See wanderte und womöglich mit der Welle identisch ist, die zwei Tage vorher an Barbados vorbeizog. Die Welle geriet am 19. Oktober über den östlichen Pazifik und die tropische Störung entlang der Zugachse organisierte sich stufenweise besser. Die Bedingungen erleichterten die weitere Entwicklung und Dvorak-Beobachtungen wurden am Tagesende des 20. Oktobers aufgenommen. Zu Beginn des 22. Oktobers entwickelte sich das System zum vierzehnten tropischen Tiefdruckgebiet der Saison, etwa 600 km südlich von Manzanillo, Colima. Anfänglich war das Tief unorganisiert und verfügte über eine kleine, innere konvektive Struktur und sporadische tiefe Konvektion. Die Computermodellrechnungen ergaben eine Verstärkung der Scherwinde innerhalb von 60 Stunden und das National Hurricane Center sagte voraus, dass sich die Depression zu einer Spitze von 70 km/h verstärken würde, bevor sie sich abschwächen würde.
Das Tief organisierte sich schnell besser, vor allem mit einer Verstärkung der convection in seinem Zentrum und sechs Stunden nach seiner Bildung erstarkte es zum tropischen Sturm Kenna. Auch die Luftströmungen in der Höhe und die Windböen trugen zu seiner Verstärkung bei. Mit Wassertemperaturen von über 29 °C und aufgefrischten Modellberechnungen, die von leichten vertikalen Windscherungen ausgingen, sagten die Beobachter voraus, dass Kenna langsam stärker werden würde und innerhalb von 72 Stunden vom 22. Oktober an Windgeschwindigkeiten von 135 km/h erreichen würde. Der Sturm bewegte sich in westnordwestlicher Richtung am Rande eines Hochdruckgebietes in mittlerer Höhe und schaffte anfänglich keine weitere Verstärkung, da ein Großteil seiner Konvektion mit den Böen an seinem äußeren Rand verbunden waren. Am 23. Oktober lösten sich die äußeren Böen auf und die Konvektion geriet mehr ins Zentrum des Systems, was mit einem stetigen Ansteigen seiner Intensität zusammenfiel. Am Abend des 23. Oktobers verstärkte sich Kenna in einen Hurrikan. Kenna befand sich zu dem Zeitpunkt etwa 615 km südwestlich von Manzanillo.
Kurz nachdem Kenna zum Hurrikan wurde, begann eine zügige Intensivierung und die Bildung eines Auges mit einem Durchmesser von 27 km in seinem gut ausgebildeten Zentrum. Am frühen 24. Oktober wurde Kenna ein schwerer Hurrikan, der binnen 24 Stunden seine Windgeschwindigkeiten von 115 km/h auf 235 km/h verdoppelte. Nachdem er sich von einer in mittlerer und großer Höhe liegenden meteorologischen Abflussrinne nach Norden und Nordosten gewendet hat, erreichte Kenna am Morgen des 25. Oktobers Windgeschwindigkeitsspitzen von 265 km/h – das Zentrum des Hurrikans lag zu diesem Zeitpunkt etwa 410 km südwestlich von Puerto Vallarta – und wurde damit zum dritten Hurrikan der Kategorie 5 der pazifischen Hurrikansaison 2002. Ein Aufklärungsflugzeug machte sich auf den Weg in das Zentrum des Hurrikans, als dieser in der Nähe des Zeitpunktes seiner größten Intensität war und ein Luftdruck von 918 hPa gemessen wurde, dem zweitniedrigsten Wert, der je im pazifischen Becken gemessen wurde. Kurz nach dem Erreichen des Scheitelpunkts bei der Intensität ließen Windscherungen einer herannahenden Rinne den Hurrikan schwächer werden und schon sechs Stunden danach, waren die Windgeschwindigkeiten auf 240 km/h zurückgegangen und das Auge hatte sich fast aufgelöst. Trotz einem Anstieg des Luftdruckes um 27 hPa innerhalb von zwölf Stunden verstärkte sich die Konvektionstätigkeit, bevor Kenna auf das Festland traf. Am 25. Oktober traf Hurrikan Kenna bei San Blas im mexikanischen Bundesstaat Nayarit mit Windgeschwindigkeiten von bis zu 225 km/h auf die Küste. Der Hurrikan wurde über dem Bergland des westlichen Mexikos rasch schwächer und die Wirbelbewegung verschwand am 26. Oktober über den Bergen der Sierra Madre Occidental. Die Reste des Systems setzten ihren Weg nach Nordosten in den Golf von Mexiko und den Südosten der Vereinigten Staaten fort.

## Vorbereitungen

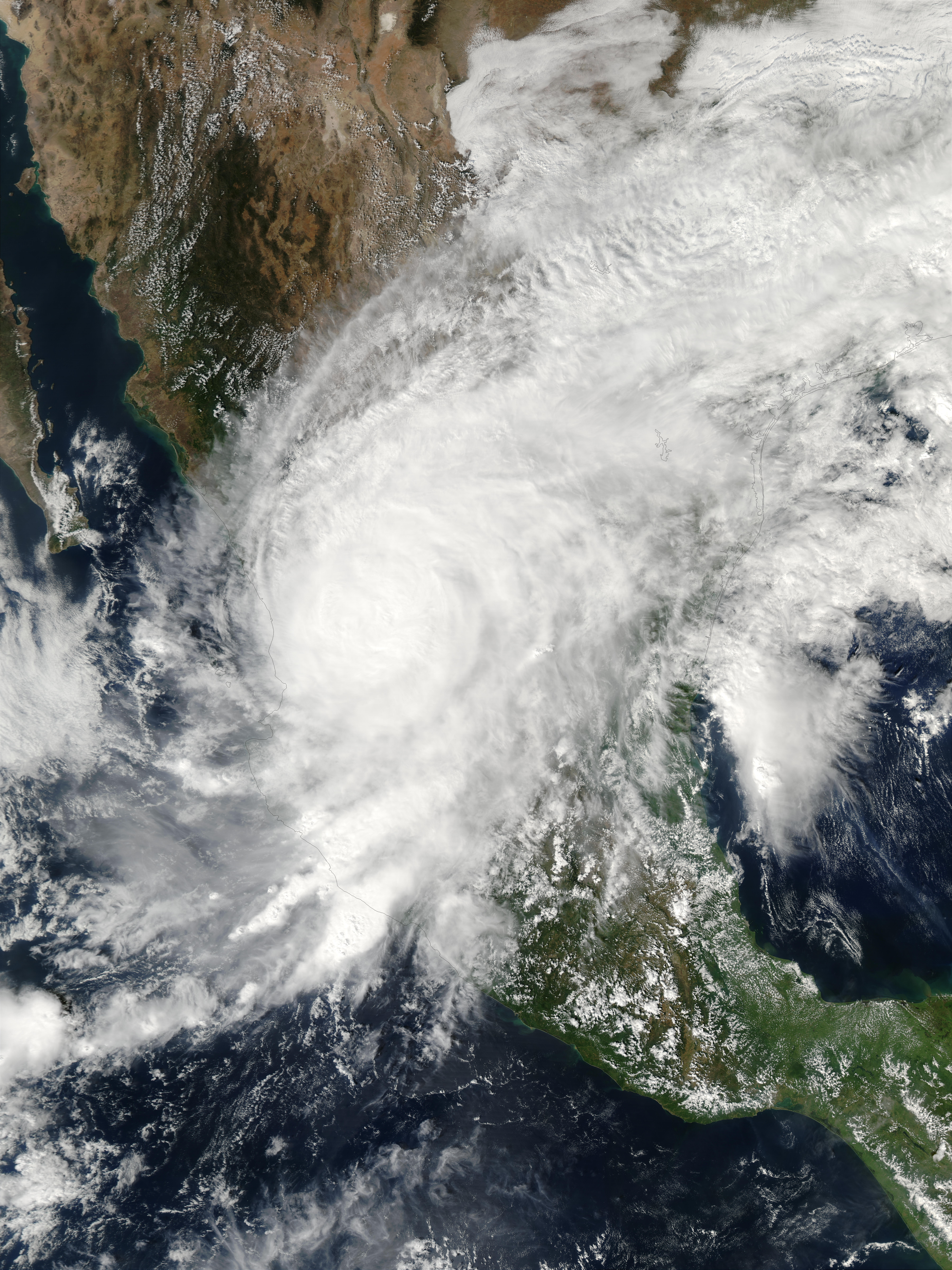
Kenna bei Erreichen des Festlandes

Etwa 27 Stunden von dem erwarteten Erreichen des Festlandes gaben die mexikanischen Behörden eine Hurrikanvorauswarnung für die Küste zwischen Mazatlán und Cabo Corrientes heraus, zusammen mit einer Vorauswarnung für einen Tropischen Sturm bis nach Manzanillo. Sechs Stunden später, nachdem der voraussichtliche Sturmpfad besser berechnet werden konnte, wurde für den Abschnitt von Mazatlán bis La Fortuna eine Hurrikanwarnung und eine Tropensturmwarnung bis nach Manzanillo verkündet.
Etwa 8800 der 9000 Bewohner in der Region, in welcher Kenna auf die Küste traf, wurden in Sicherheit gebracht. Das trug dazu bei, dass die Opferzahlen niedrig blieben. Insgesamt waren von der behördlich angeordneten Evakuierung der Region 50.000 Einwohner und Fischer entlang der Südwestküste Mexikos betroffen, einschließlich 3000 Bewohner der Islas Marías, 10.000 bei Mazatlán und 15.000 weitere in flutbedrohten Gebieten. Die Zivilbehörden schlossen alle Schulen und Häfen in den potentiell gefährdeten Gebieten. Das Mexikanische Rote Kreuz bereitete sich auf den Sturm vor, indem es 215 Tonnen Hilfsgüter wie Nahrungsmittel, Wasser, Kleidung und Medikamente in seine Einrichtungen in Jalisco brachte. Unterstützung erfolgte auch die Lieferung von 10 Tonnen Lebensmittel und Wasser aus Yucatán. Das Mexikanische Rote Kreuz bereitete im Bundesstaat Nayarit zwanzig Notunterkünfte vor. Die Behörden ergriffen Sicherheitsmaßnahmen auch in Los Cabos, Baja California Sur, wo Delegierte der Asia-Pacific Economic Cooperation zum fraglichen Zeitpunkt tagten. Frühe Voraussagen hatten eine mögliche Gefährdung des Konferenzortes ergeben und deswegen ergriff die Regierung Maßnahmen für eine Verlegung des Treffens. Die Behörden empfahlen der Schifffahrt, wegen der schweren Wetterbedingungen im Hafen zu bleiben.

## Auswirkungen

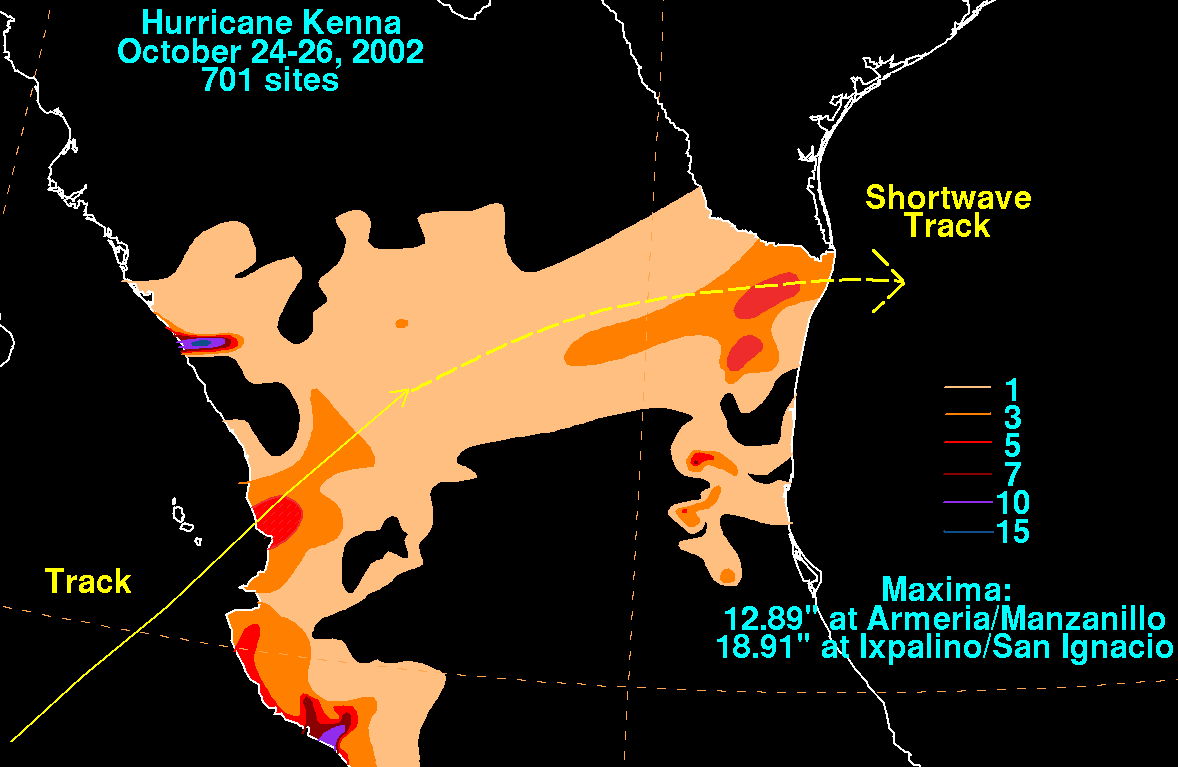
Hurricane Kenna Rainfall in Mexico

Es gibt weniger Oberflächenbeobachtungen vom Durchzugsweg des Hurrikans. Vor dem Erreichen des Festlandes war Kenna von einer Sturmflut mit einem Wasserstand von etwa 4,9 m über dem Normalwert in San Blas begleitet. Die Flut betraf auch Puerto Vallarta, wo Dreimeterwellen landeinwärts schwappten. Der Hurrikan lud ungefähr 35 mm Niederschlag in Form von Regen ab, als er etwa 95 km östlich der Inselgruppe Islas Marías vorbeizog. Dort erreichten die stetigen Winde eine geschätzte Geschwindigkeit von 170 km/h. An Land brachte Kenna heftigen Regen mit Spitzenwerten von 480 mm in San Ignacio, Sinaloa und 327 mm bei Manzanillo, Colima. Der höchste Wert für stetige Winde wurde mit etwa 160 km/h bei Tepic, Nayarit beobachtet, während in Puerto Vallarta Böen 80 km/h erreichten. Der Hurrikan verursachte auch heftigen Regenfall in Guerrero, Michoacán, Colima, sowie Jalisco und traf Baja California Sur mit starken Winden und rauer See.
In San Blas haben die starken Hurrikanwinde 95 % der Häuser zerstört oder beschädigt, 1540 Häuser wurden beschädigt und 8800 Bewohner waren dadurch betroffen. Größere kommerzielle Krabbenfangboote wurden fast dreihundert Meter vom Hafen landeinwärts gespült. Eine ältere Frau wurde getötet, als eine Wand ihres Hauses über ihr einstürzte. Große Teile der Stadt waren mit Gebäudetrümmern und vom Ozean hergespülten Sandschichten bedeckt. In Santiago Escuintla töteten umherfliegende Gegenstände eine Person und zwei ältere Männer ertranken, als sie offensichtlich während des Sturmes aus ihren Häusern zu fliehen versuchten. In Santiago Ixcuintla zerstörte der Hurrikan 3770 Häuser und quer durch Nayarit deckte der Sturm bei hunderten von Gebäuden die Dächer ab. Die Kommunikationsverbindungen mit mindestens 30 indianischen Dörfern ging während des Hurrikans verloren. Kenna zerstörte in den landwirtschaftlichen Regionen um San Blas, Tecuala und Acaponeta die komplette Ernte von Bananen, Tabak und Tomaten und hinterließ mehr als 700 Farmer und ihre Familien ohne Einkommen und abhängig von Hilfslieferungen von Wasser und Lebensmittel.

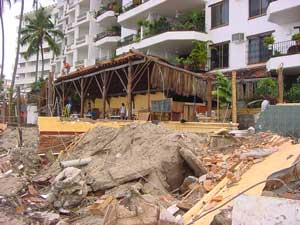
Schäden in Puerto Vallarta

In Puerto Vallarta, rund 165 km südöstlich des Ortes, an dem der Sturm das Festland erreichte, verursachte die Sturmflut Schäden in einer geschätzten Höhe von 5 Millionen US-$ (2002 USD, $5,6 Millionen 2006 USD), hauptsächlich an Hotels. Die Flut schwappte durch Hotels und andere am Meeresufer liegende Gebäude und reichte bis zu 100 m landeinwärts. Hüfthohes Wasser spülte Autos und Lieferwägen weg. Der Durchzug des Hurrikans zerstörte rund 150 Läden in Ufernähe und drei Hotels wurden umfassend verwüstet. Die Schäden am Hafen der Stadt waren geringen Umfanges.
Der Hurrikan verletzte in Puerto Vallarta mindestens 52 Personen und Dutzende weiterer in San Blas, die von umherfliegenden Glassplittern und anderen Trümmerteilen getroffen wurden, zwei davon schwer. Zehn Gemeinden wurden schwer in Mitleidenschaft gezogen; der versicherte Sachschaden in Mexiko insgesamt wurde auf 96 Millionen US-Dollar (2002 USD, $108 Millionen 2006 USD) berechnet. Die den Hurrikan begleitenden Regenfälle betrafen den ganzen Norden Mexikos und verursachten Sturzfluten und Schlammlawinen.
Die Ausläufer des Hurrikans Kenna reichten bis in die südlichen Zentralstaaten der Vereinigten Staaten, wo an verschiedenen Orten ausgedehnte Regenfälle auftraten.

## Ergebnisse
| Name      | Saison |
| --------- | ------ |
| Patsy     | 1959   |
| "Mexico"  | 1959   |
| Ava       | 1973   |
| Emilia    | 1994   |
| Gilma     | 1994   |
| John      | 1994   |
| Guillermo | 1997   |
| Linda     | 1997   |
| Elida     | 2002   |
| Hernan    | 2002   |
| Kenna     | 2002   |
| Ioke      | 2006   |
| Rick      | 2009   |
| Celia     | 2010   |
| Patricia  | 2015   |

Im April 2003 ersetzte die World Meteorological Organization den Namen Kenna auf der Liste der Namen für die Pazifische Hurrikansaison 2008 durch Karina. Kenna ist im Moment der letzte von bislang nur sieben Hurrikanen im pazifischen Becken, dessen Name ausgesondert wurde.
Durch die mexikanische Regierung wurde die Region Nayarit, die von Kenna heimgesucht wurde, zum Katastrophengebiet erklärt und damit die Verwendung von Geldern aus Notfallfonds ermöglicht. Unmittelbar nach dem Durchzug des Hurrikans entsendete das Mexikanische Rote Kreuz 180 Mitarbeiter und Freiwillige aus sieben Bundesstaaten, um 125 Tonnen Lebensmittel, Medikamente und Kleidung in den am stärksten betroffenen Gebieten zu verteilen. Die mexikanische Regierung schickte Einheiten der mexikanischen Armee in das Gebiet, um umgestürzte Bäume zu entfernen und mit Wasseraufbereitungsanlagen der betroffenen Bevölkerung zu helfen. Die Marine wurde zur Unterstützung des medizinischen Personals im Gebiet von San Blas in Marsch gesetzt und das mexikanische Ministerium für Familienentwicklung assistierte dem Roten Kreuz bei der Lebensmittelversorgung.
Durch Bagger und Lastwagen wurden Trümmer und Sand stufenweise aus San Blas weggebracht. In Puerta Vallarta arbeiteten Dutzende von Geschäftseigentümern, Gemeindeangestellte und Freiwillige zusammen, um den Schutt zu entfernen, den der Sturm zurückgelassen hat. Innerhalb von etwa zwei Monate nach dem Hurrikan wurden die meisten Hotels, Restaurants und Geschäfte wieder eröffnet.
Hurrikan Kenna ist derzeit der drittstärkste pazifische Hurrikan, der das mexikanische Festland erreichte. Die beiden stärkeren Hurrikane waren Hurrikan Madeline im Jahre 1976 und 1959 ein unbenannter Sturm 1959. Kenna ist der zweitstärkste Sturm im östlichen Pazifik, der im Oktober entstand und nach Hurrikan Linda im Jahr 1997 und Hurrikan Rick im Jahr 2009 der drittstärkste pazifische Hurrikan seit Beginn der Aufzeichnungen.